# Comuna Kulciîn, Turiisk
Kulciîn (în ucraineană Кульчин) este o comună în raionul Turiisk, regiunea Volînia, Ucraina, formată din satele Kulciîn (reședința), Mîrovîci și Stavok.

## Demografie
Componența lingvistică a satului Kulciîn
     Ucraineană (99,18%)
     Alte limbi (0,81%)
Conform recensământului din 2001, majoritatea populației satului Kulciîn era vorbitoare de ucraineană (99,18%), existând în minoritate și vorbitori de alte limbi.